# ボリソフ
ボリソフ（ロシア語: Бори́сов）は、ベラルーシのミンスク州ボリソフ地区にある都市。ベラルーシ語での表記はバルイサウ。（ベラルーシ語: Бары́саў, ラテン文字転写: Barysaw）。人口144,945人（2015年）。町の近くをベレジナ川が流れている。

## 地理
ボリソフの町はベレジナ川とサハ川が合流する地点に広がっている。町はベレジナ川によって旧市街地と新市街地に分けられ、2つの橋で繋がれている。鉄道の駅、国際道路、軍隊の司令室、中央広場は新市街地に位置する。

## 歴史

### 中世、近世

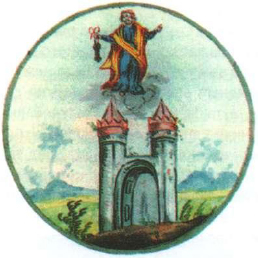
1792年当時の紋章

ボリソフに関する夫も古い記述はラヴレンチー年代記に見られ、1102年にポロツク公国の王子ログヴォロド・フセスラヴィチによって建設されたとされ、都市の名前には彼の洗礼名であるボリスに由来する名前が付けられた。続く数世紀の間にボリソフは消失し、元の位置から少し南にずれた地点に新しい町が再建された。
13世紀から14世紀初頭にかけてボリソフに城が建設され、バルト海と黒海を結ぶ河川交通を押さえる要所となった。13世紀末にボリソフはリトアニア大公国に編入され、1385年のクレヴォ合同の後、ポーランド・リトアニア連合の都市となった。リトアニア=モスクワ戦争中の1500年に、ポーランド王アレクサンデル・ヤギェウォはボリソフ城に居住していた。1563年にジグムント2世アウグストからマクデブルク都市法を授与され、1565年に城砦の上に天国の鍵を持つ聖ペトロを配した紋章が制定された。1569年のルブリン合同でポーランド・リトアニア共和国が成立した後もボリソフはポーランド・リトアニア共和国に属する。18世紀初頭の大北方戦争でボリソフは一時的にロシア、スウェーデンに占領され、1793年の第二次ポーランド分割の結果、ロシア帝国に編入された。

### 19世紀

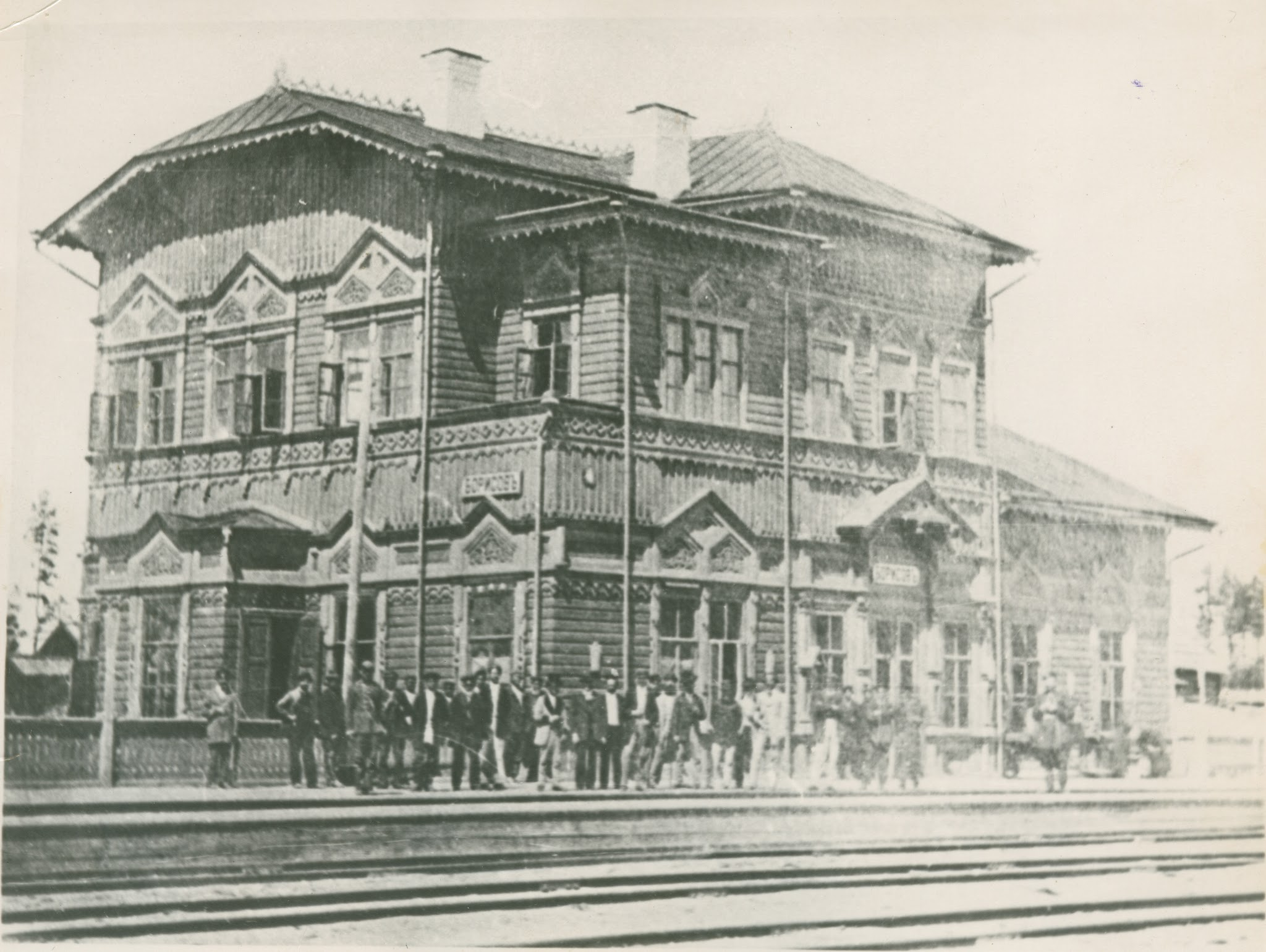
19世紀当時の鉄道の駅舎

ポーランド分割後、ボリソフはミンスク県に位置するウエズドに制定される。
1812年のナポレオン・ボナパルトのロシア遠征において、ボリソフは重要な地点となった。敗走するナポレオン軍はボリソフを流れるベレジナ川の通過を試み、この地で戦闘が行われた。（ベレジナの戦い）ナポレオンとの戦いで使われた大砲は町の博物館に保管され、町の祭りでは兵士に扮したボリソフ市民がベレジナ川の戦闘を再現する催しが開かれている。
1871年にモスクワとブレストを接続する鉄道が開通し、ボリソフの近郊に駅が建設された。ベレジナ川右岸に建設された駅の周辺にノヴォボリソフという新しい集落が形成され、1900年にノヴォボリソフは町に合併された。

### 20世紀

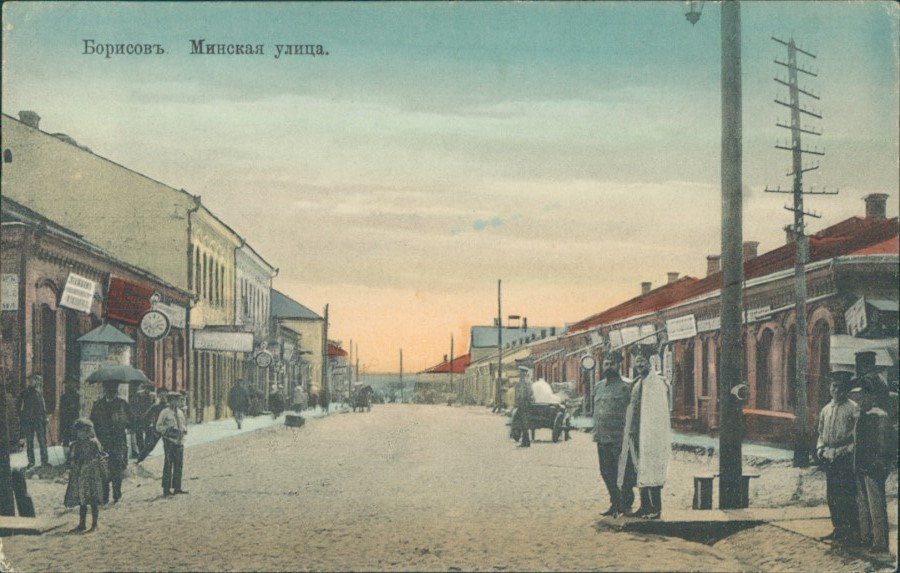
20世紀初頭のボリソフ

第一次世界大戦中のロシア革命後、ボリソフの支配権を巡る戦いが起き、町は何度も異なる国家の支配を受けた。1917年にこの地域はソビエト・ロシアの一部となるが、1918年初頭にドイツに占領され、1918年12月に再びソビエト政権に奪還される。1919年から1920年までポーランドに統治され、三度ソビエトに占領された。ソビエトの支配は1921年のリガ平和条約によって承認され、町は白ロシア・ソビエト社会主義共和国に編入された。
第二次世界大戦中、ボリソフは1941年7月2日から1944年7月1日までナチス・ドイツに占領され、町のほとんどが破壊された。町の周囲に建設された6つの強制収容所で33,000人以上が殺害された。ナチス占領下のボリソフではレジスタンスの地下活動、パルチザン運動が活発であり、抵抗運動はドイツ軍の撤退に貢献した。大戦後、戦闘に参加した多くの兵士にソ連邦英雄勲章が、町に祖国戦争勲章が贈られる。町には戦闘で落命した兵士の慰霊碑、集団墓地が建てられている。

## 産業
第二次世界大戦後にボリソフは産業の中心地となり、製品はロシア、CIS諸国、国外に輸出されている。全産業従事者は31,019人に達し、
ミンスク州の都市の中でボリソフのプラントと工場の数は首都のミンスクに次いで二番目に多い。

ボリソフでは機械、食品加工業、木材加工、医薬品製造が盛んである。ボリソフ自動車トラクター電装品工場（BETA）はボリソフの企業の中でも際立った存在で、サッカークラブのFC BATEボリソフのスポンサーとなっている。

## 建築物
ボリソフにはロシア正教会の聖堂であるヴォスクレセンスキー大聖堂、ローマ・カトリックの聖堂が建立されている。ヴォスクレセンスキー大聖堂は19世紀後半に破壊された教会の跡地に再建された建物で、ロシアの建築様式を模している。

## スポーツ
サッカークラブ「FC BATEボリソフ」の本拠地である。

## 姉妹都市
- マロヤロスラヴェツ、ロシア
- ムィティシ、ロシア
- ポドリスク、ロシア
- ノギンスク、ロシア
- ガガーリン、ロシア
- ヴァルミエラ、ラトビア
- カパン、アルメニア
- ナルヴァ、エストニア
- パヴロヴォ(en)、ロシア
- クレメンチューク、ウクライナ
- パザルジク、ブルガリア
- エイスク、ロシア

## 出身者
- アナトリー・チュバイス（政治家、新興財閥「統一エネルギーシステム（UES）」会長）
- ジェーニャ・カタバ（プロモデル、パリコレクション等のフランスで活動するファッションモデル）